# ファントム進也
ファントム 進也（ファントム しんや、1984年6月30日 - ）は、日本の男性シュートボクサー、キックボクサー。大阪府大阪市出身。龍生塾所属。元SB日本スーパーバンタム級王者。
右利きのファイターで、高速パンチ・ローキックを主体としていた。キャッチコピーは「SB高速王者」。

## 来歴
2002年5月13日、プロデビュー戦で寒川慶一に2R2分4秒KO勝ち。8月25日、所属ジム龍生塾が主催する「どついたるねん9」で中野岳に3R判定負け。11月4日、初の後楽園ホールにて現SBスーパーフェザー級ランカー歌川暁文に判定負け。
2003年2月2日、今井秀行に3R判定負け。7月4日、菊田光正に3R判定勝ち。9月21日、SBスーパーバンタム級3位の市政貴文に3R判定負け。
2004年12月3日、脇田誠に3R判定勝ち。
2005年4月29日、中西卓也に3R判定負け。10月16日、田中宏治に3R判定勝ち。
2006年5月4日、明石市立産業交流センターにて日進会館主催の「BRAVE CORE 〜NISSINKAIKAN KICKBOXING VS SHOOTBOXING」に参戦。竹中一刀と対戦。3R判定の末、ドローとなった。5月26日、えなりのりゆきに延長1R判定負け（本戦3R）。6月11日、龍生塾が主催する「昇龍伝」でプロ初のメインイベントに登場。寺西侑司に1R2分57秒TKO勝ち。7月7日、修斗世界ランカー漆谷康宏に延長1R判定負け（本戦3R）。10月22日、敬龍に1R2分59秒TKO勝ち。
2007年4月8日、龍生塾「昇龍伝」で上谷晃平に1R終了時KO勝ち。7月28日、当時SB日本スーパーバンタム級3位のえなりのりゆきと対戦（※ファントム、SB日本スーパーバンタム級6位 この試合よりランキング入りする）。2R2分4秒、左縦肘打ちによる出血によりTKO勝ち（※えなりは1Rに右ストレートでダウン）。リベンジに成功する。9月30日、当初対戦予定だった脇田誠が負傷により棄権したため、代役として崎村暁人と対戦（※ファントム、SB日本スーパーバンタム級4位）。3R判定勝ち（※2R、崎村はバッティングで減点1）。崎村の2度に渡るバッティングによりペースを乱されたファントムだったが、地力の差を見せ勝利を収めた。10月28日、「SHOOT BOXING BATTLE SUMMIT GROUND ZERO TOKYO 2007」にオープニングマッチとして出場。鈴木友則と対戦（※ファントム、SB日本スーパーバンタム級3位）。2R0分45秒、ローキックによるKO勝ち。12月23日、地元・大阪にて「無双〜其の伍」が開催され、全日本グローブ空手軽量級王者京谷祐希と対戦（※ファントム、SB日本スーパーバンタム級1位）。3R0分49秒、フロントチョークによるKO勝ち（※ファントムは1Rと3Rにそれぞれ首投げでシュートポイント1取得）。
2008年2月3日、後楽園ホールにて「SHOOT BOXING 2008 シリーズ開幕戦 火魂其之壱」が開催。SB日本スーパーバンタム級1位ファントムと同級2位の崎村暁人によるスーパーバンタム級王者決定戦で対戦。結果、5R判定勝ちを収めSB日本スーパーバンタム級王者となった（※ファントムは3Rに前方への投げでシュートポイント1を獲得）。7月21日、WAKOベルギースーパーフェザー級王者ニコ・ファレイゼンと対戦し、3R判定勝ち。ニコのストレートに対しフックを主体に応戦、ポイントには至らなかったが随所に投げもみせ、前半は五分の展開になる。ファントム、3R首投げでシュートポイント1を奪う。ニコのストレートを迎え撃った左フックからの連打でダウン寸前まで追い込んだがここでゴングとなりKOを逃した。9月12日、SB日本スーパーバンタム級2位のえなりのりゆきとのタイトルマッチが決定したが練習中に眼窩底を骨折し欠場。ファントムの欠場により、えなり vs. 崎村との暫定王座決定戦が行われ、えなりが暫定王座を獲得した。
2009年9月4日、暫定王者となっていたえなりのりゆきとSB日本スーパーバンタム級王座統一戦で対戦し、2Rに肘打ちで額をカットさせ、ドクターストップによるTKO勝ち。王座を統一した。
2010年1月17日、地元・大阪にてシュートボクシング大阪大会メインに登場。相手はSB全勝タイ国ルンピニー・スタジアム認定3位パジョンスック・ポー.プラムック。結果は2Rに左フックでダウンを奪われ4Rにキャッチまで奪われ判定負け。
2010年9月18日、シュートボクシング日本スーパーバンタム級タイトルマッチで日下部竜也と対戦。3Rに左膝蹴りでKO負けを喫し王座から陥落。試合後のリングで引退を表明した。
2015年3月2日 地元、大阪市東淀川区に空手・キックボクシング・シュートボクシングの道場、龍生塾ファントム道場を開設 

## 戦績
| キックボクシング 戦績 | キックボクシング 戦績 | キックボクシング 戦績 | キックボクシング 戦績 | キックボクシング 戦績 | キックボクシング 戦績 | キックボクシング 戦績 |
| --------------------- | --------------------- | --------------------- | --------------------- | --------------------- | --------------------- | --------------------- |
| 24 試合               | (T)KO                 | 判定                  | その他                | 引き分け              | 無効試合              |                       |
| 14 勝                 | 8                     | 6                     | 0                     | 1                     | 0                     |                       |
| 9 敗                  | 1                     | 8                     | 0                     | 1                     | 0                     |                       |

| 勝敗 | 対戦相手                        | 試合結果                                    | 大会名                                                                                                   | 開催年月日     |
| ×    | 日下部竜也                      | 3R 1:03 KO（左膝蹴り）                      | SHOOT BOXING 25TH ANNIVERSARY SERIES 第4戦 維新-ISHIN- 其の四 【SB日本スーパーバンタム級タイトルマッチ】 | 2010年9月18日  |
| ×    | パジョンスック・ポー.プラムック | 5R終了 判定0-3                              | SHOOT BOXING OSAKA 2010 ALPINISME -Young Caesar Cup-                                                     | 2010年1月17日  |
| ○    | えなりのりゆき                  | 2R 2:41 TKO（ドクターストップ：額カット）   | SHOOT BOXING 2009 武志道-bushido- 其の四 【SB日本スーパーバンタム級王座統一戦】                          | 2009年9月4日   |
| ○    | ニコ・ファレイゼン              | 3R終了 判定2-0                              | SHOOT BOXING 2008 火魂〜Road to S-cup〜 其の四                                                           | 2008年7月21日  |
| ○    | 崎村暁東                        | 5R終了 判定2-0                              | SHOOT BOXING 2008 火魂〜たまし〜 其の壱 【SB日本スーパーバンタム級王座決定戦】                           | 2008年2月3日   |
| ○    | 京谷祐希                        | 3R 0:49 KO（フロントチョーク）              | SHOOT BOXING 2007 無双〜MU-SO〜 其の伍                                                                   | 2007年12月23日 |
| ○    | 鈴木友則                        | 2R 0:45 KO（右ローキック）                  | SHOOT BOXING BATTLE SUMMIT GROUND ZERO TOKYO 2007 【オープニングマッチ】                                 | 2007年10月28日 |
| ○    | 崎村暁人                        | 3R終了 判定3-0                              | SHOOT BOXING 2007 無双〜MU-SO〜 其の四                                                                   | 2007年9月30日  |
| ○    | えなりのりゆき                  | 2R 2:03 TKO（ドクターストップ：右瞼カット） | SHOOT BOXING 2007 無双〜MU-SO〜 其の参                                                                   | 2007年7月28日  |
| ○    | 上谷晃平                        | 1R終了時 TKO                                | 龍生塾「昇龍伝」                                                                                         | 2007年4月8日   |
| ○    | 敬龍                            | 1R 2:59 TKO                                 | 龍生塾「THE FORCE」                                                                                      | 2006年10月22日 |
| ×    | 漆谷康宏                        | 3R+延長R終了 判定0-3                        | SHOOT BOXING 2006 NEO ΟΡΘΡΟΖ Series 4th                                                                  | 2006年7月7日   |
| ○    | 寺西侑司                        | 1R 2:57 TKO                                 | 龍生塾「昇龍伝」                                                                                         | 2006年6月11日  |
| ×    | えなりのりゆき                  | 3R+延長R終了 判定0-3                        | SHOOT BOXING 2006 NEO ΟΡΘΡΟΖ Series 3rd                                                                  | 2006年5月26日  |
| △    | 竹中一刀                        | 3R終了 判定                                 | BRAVE CORE 〜NISSINKAIKAN KICKBOXING VS SHOOTBOXING                                                      | 2006年5月4日   |
| ○    | 田中宏治                        | 3R終了 判定3-0                              | 龍生塾「THE FORCE III」                                                                                  | 2005年10月16日 |
| ×    | 中西卓也                        | 3R終了 判定0-2                              | SHOOT BOXING 2005 20th ANNIVERSARY SERIES 2nd "STAND UP!"                                                | 2005年4月29日  |
| ○    | 脇田誠                          | 3R終了 判定2-0                              | SHOOT BOXING 2004 Infinity-S Vol.6 SERIES FINAL                                                          | 2004年12月3日  |
| ×    | 市政貴文                        | 5R終了 判定0-2                              | 龍生塾「THE FORCE」                                                                                      | 2003年9月21日  |
| ○    | 菊田光正                        | 3R+延長R終了 判定2-1                        | SHOOT BOXING "S" of the World Vol.4                                                                      | 2003年7月4日   |
| ×    | 今井秀行                        | 3R終了 判定0-3                              | SHOOT BOXING "S" of the World                                                                            | 2003年2月2日   |
| ×    | 歌川暁文                        | 3R終了 判定0-3                              | SHOOT BOXING The age of "S" Vol.5                                                                        | 2002年11月4日  |
| ×    | 中野岳                          | 3R終了 判定0-3                              | 龍生塾「どついたるねん9」                                                                                | 2002年8月25日  |
| ○    | 寒川慶一                        | 2R 2:04 TKO                                 | SHOOT BOXING The age of "S" Vol.3                                                                        | 2002年5月13日  |

## 獲得タイトル
- 第7代SB日本スーパーバンタム級王座